# Чемпионат ЮАР по снукеру среди профессионалов
Чемпионат ЮАР по снукеру среди профессионалов (англ. South African Professional Snooker Championship, иногда встречается упрощённое название South African Professional) — профессиональный нерейтинговый снукерный турнир, проводившийся в 1940—1980 годах в ЮАР. Как и другие соревнования этого типа, турнир проводится только с участием местных игроков.

## Краткая история
Чемпионат Южной Африки по снукеру — один из старейших национальных профессиональных первенств по этому виду бильярда: в первый раз он был проведён в 1948 году. Долгое время чемпионат игрался по системе челленджа, т.е. победитель одного розыгрыша автоматически выходил в финал следующего, а его соперник определялся в серии матчей на выбывание. Олимпийская система проведения была внедрена только в 1984, вместе с началом финансовой поддержки WPBSA. 
Как и большинство остальных подобных соревнований, турнир в ЮАР прекратил своё существование в конце 1980-х после того, как WPBSA перестала спонсировать национальные чемпионаты среди профессионалов. В дальнейшем возобновление чемпионата ЮАР стало почти невозможным в связи с отсутствием к нему интереса со стороны спонсоров и (главным образом) уменьшением числа местных снукеристов, имевших профессиональный статус.
Перри Манс стал лидером по числу побед на этом турнире: за всё время его проведения он выигрывал его 20 раз.

## Победители
| Год       | Победитель          | Финалист            | Счёт | Место проведения | Приз победителю |
| --------- | ------------------- | ------------------- | ---- | ---------------- | --------------- |
| 1948-1950 | Питер Манс          |                     |      |                  | —               |
| 1950-1965 | Фред ван Ренсбург   |                     |      |                  | —               |
| 1965-1977 | Перри Манс          |                     |      |                  | —               |
| 1978      | Перри Манс          | Сильвиньо Франсиско | 9:5  | ?                | —               |
| 1979      | Дерек Миани         | Джимми ван Ренсбург | 9:6  | ?                | —               |
| 1980-1984 | Перри Манс          |                     |      |                  | —               |
| 1984      | Джимми ван Ренсбург | Перри Манс          | 10:7 | ?                | ?               |
| 1985-1986 | ??                  | ??                  |      |                  |                 |
| 1987      | Сильвиньо Франсиско | Франсуа Элли        | 9:1  | Йоханнесбург     | £ 1 800         |
| 1988      | Франсуа Элли        | Джимми ван Ренсбург | 9:4  | Джермистон       | £ 4 000         |
| 1989      | Перри Манс          | Робби Грэйс         | 8:5  | Йоханнесбург     | £ 5 063         |